# Tahnaichthys
Tahnaichthys magnuserrata è una specie di pesci ossei estinti, appartenente ai picnodonti, risalente al Cretaceo inferiore (Albiano); i suoi fossili sono stati ritrovati in Messico.

## Classificazione
Tahnaichthys magnuserrata è stato descritto per la prima volta nel 2025, sulla base di tre esemplari ben conservati provenienti dai depositi lagunari-costieri della cava di Tlayúa, stato di Puebla, Messico. Questa specie appartiene all'ordine Pycnodontiformes e presenta le caratteristiche diagnostiche della famiglia Pycnodontidae. Tra queste si annoverano la presenza di un processo parietale posteriore distalmente ramificato, una mascella reniforme priva di denti, ali anteriori sottili alla base delle spine neurali ed emali, oltre a un dentario sottile con due denti.

## Descrizione
Tahnaichthys magnuserrata mostra caratteristiche uniche mai osservate prima in altri Pycnodontidae. Tra queste vi sono due prominenze predorsali di dimensioni disuguali, con un piccolo rigonfiamento dietro l'occipite e un'ampia gobba che si innalza davanti alla pinna dorsale. Gli scudi predorsali sono spessi e presentano una fila longitudinale di spine di dimensioni irregolari, con sottili ali laterali proiettate ventralmente che coprono gran parte della regione predorsale del tronco. Le scaglie modificate a forma di barra della regione predorsale possiedono piccole ali posteriori ornate da tubercoli, sparsi o disposti in brevi creste dorsoventrali. Inoltre, il premascellare di questa specie è ampio ventralmente e presenta un unico grande dente incisiforme contrapposto a due piccoli denti ovali del dentale.

## Importanza paleontologica
Tahnaichthys presenta una combinazione peculiare di caratteristiche osteologiche che rendono complessa la sua classificazione tassonomica a livello sovragenerico (sottofamiglia o tribù). Sebbene sia solo la seconda specie di Pycnodontiformes formalmente descritta nella cava di Tlayúa, la sua scoperta accresce la diversità tassonomica dei Pycnodontidae nell'area del paleo-golfo del Messico.